# Amanda Reynolds
Amanda Reynolds (nascida em 7 de outubro de 1971) é uma paracanoísta australiana. Representou seu país nos Jogos Paralímpicos de Verão de 2016 no Rio de Janeiro, onde conquistou a medalha de prata nos 200 metros feminino da canoagem velocidade, na categoria KL3. Amanda se sagrou campeã mundial em Milão, em 2015, além de conquistar prata em Duisburgo, em 2016, e bronze em Moscou, em 2014.